# エドワード・ケリー

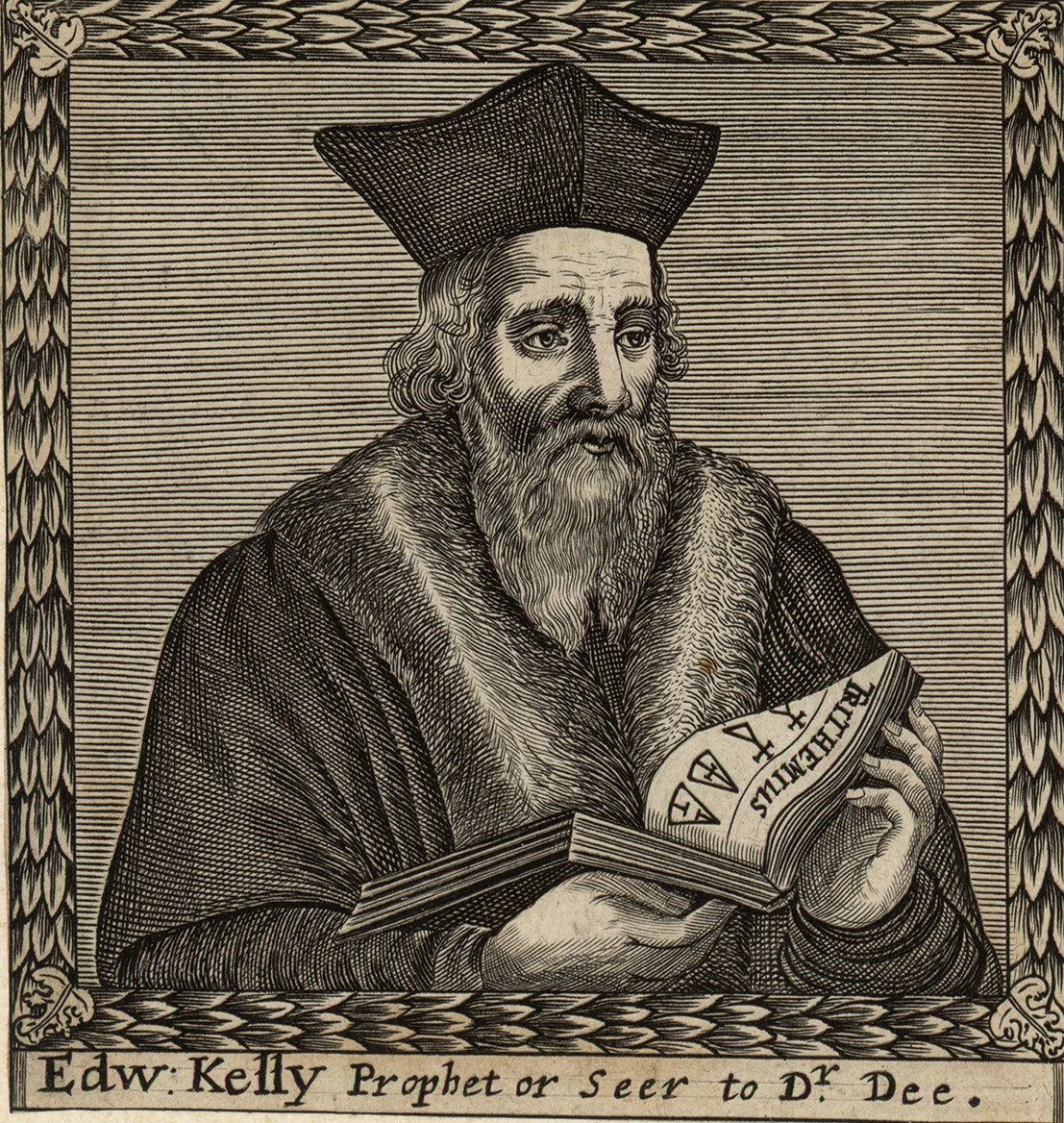
エドワード・ケリー

エドワード・ケリー（Edward Kelley、またはエドワード・タルボット、1555年8月11日 - 1597年11月1日）は、水晶球透視者（霊媒とも称される）としてジョン・ディーの魔術的な研究に協力した人物であり、ある時期までディーの弟子ないし使用人であった。ディーはケリーが水晶球の中に精霊ないし天使のヴィジョンを見ることができると信じていたが、ディー自身は精霊の姿を直接見ることはできなかった。ケリーは金属変成の秘密を握っていると公言するようになり、ボヘミアで錬金術師として貴族たちに取り入ったが、パトロンとなったルドルフ2世によって投獄され、おそらく獄中に死したと言われる。
ケリーは死後すぐに伝説にまみれた人物となった。その派手な生涯のゆえにケリーは錬金術師＝ペテン師という民間伝承的イメージの源泉となり、英語圏の歴史家の間でもケリーはディーをたぶらかした詐欺師であったという根強い説がある。また、ディーは水晶球に現れる霊が神の使いであると確信し、天使との交信に熱中していたが、ケリー自身は初期の頃からそれは悪霊ではないかと疑っており、交霊実験に対する両者の温度差は大きかった。ケリーが交霊をやめたいと度々言い出したのは金づるのディーに見放されないための脅しだとの解釈があるが、むしろディーが一方的にケリーに依存していたという見方も否めず、単純にケリーが詐欺師であるとは決めつけられないという指摘もある。

## 誕生と初期の経歴
ディーが書いたホロスコープによるとエドワード・ケリーは1555年8月11日にウスターで誕生した。ケリーの人生の初期のことはよく分からないが、大半の資料は彼が最初薬屋の見習いとして働いていたことを示している。彼はおそらくタルボットの名で、大学で学んだかどうかはともかくオクスフォードで学んだ。ケリーは教育を受けており、ラテン語とおそらくはギリシア語もいくらかは知っていたらしい。いくつかの資料によればケリーはランカスターにおいて貨幣偽造の廉で晒し台につながれたという。

## ディーとともにイングランドにおいて
ケリーは1582年ジョン・ディーと知り合ったが当初エドワード・タルボットと名乗っていた。ディーはすでに「スクライアー」すなわち水晶球観照者の協力によって天使と接触しようと試みていたがうまくいかなかった。ケリーはそれができると公言しており、最初の試みでディーにそう思わせた。ケリーはディーの正式の透視者になった。ディーとケリーは大変な時間と労力を「交霊」に費やした。1582年から1589年までケリーの人生はディーと密接に結びついていた。
ディーのために働き始めてから約一年後、ケリーは「ダンスタンの書」なる錬金術書と大量の赤い粉末を持って現われた。ケリーはそれを、彼とジョン・ブロークリー某が「霊的生物」によって導かれノースウィックの丘で手に入れたと主張している。（ケリーがグラストンベリー修道院跡で書物と粉末を発見したという話はイライアス・アシュモールが最初に公表したものであるが、ディーの日記とは矛盾している。）この粉末の秘密は書物に秘匿されていたと推測されるが、これによって卑金属を金に変成させることができる赤い「チンキ」を調合できるとケリーは信じていた。伝えられるところではケリーは、何年にもわたるディーとのボヘミア（現チェコ）滞在期間も含む長い年月の間に、数回だけその金属変成の力を示したという。

## ディーとともに大陸で
1583年、ディーは錬金術に興味を持つポーランド貴族オルブラヒト・ウァスキの知遇を得た。ディーはケリーおよび彼らの家族とともにウァスキについて大陸に渡った。ディーはプラハの神聖ローマ皇帝ルドルフ2世およびクラクフのポーランド王ステファンの保護を受けることを考えていた。ディーはこの二人の君主に自分を印象付けることに失敗したようである。ディーとケリーは中央ヨーロッパを巡る流浪の生活を送った。彼らは交霊を継続していたが、ケリーは透視よりも錬金術のほうに興味を持っていた。
1586年、ケリーとディーは富裕なボヘミアの伯爵ウィレム・ロージェンベルクの保護を受けた。彼らはトシュボニュの町に住み研究を続けた。1587年、ケリーは天使たちが彼らの持つもの全てを共有するよう命じたとディーに明かした。 ―  配偶者を含めてである。ディーはこの天使の命令に苦悩した挙句、妻の共有を実行しようとした。一方、ケリーは自分の見た天使たちは悪霊だと考え、託宣に従うことを拒否しようとした。この啓示は、実りない交霊を終えて、ロージェンベルクの援助を受けていた錬金術の研究に集中できるようにするためのケリーの方策であった、とかねてより推測されてきた。ケリーはこの援助によって裕福になっていたのである。結局これは、以前より交霊実験をやめたいと言っていたケリーの関わった最後の交信となり、すでに錬金術師として師以上の評価を得ていたケリーのディーとの関係は破局を迎えることとなった。
1588年以降ディーは二度とケリーに会うことはなく、翌年イングランドに帰国した。その後、ディーはバーソロミュー・ヒックマンという霊視者を雇って交霊実験を続けた。

## 絶頂と没落
1590年頃、ケリーは裕福な生活を送っていた。彼はいくつかの邸宅を提供され、ロージェンベルクから大金を受け取っていた。彼は影響力を持った多くの人々に黄金を作ることができると確信させた。ルドルフはケリーを「王国男爵」に任じたが、徐々に結果を待つことに我慢できなくなっていった。ルドルフは1591年5月にケリーを捕らえさせプラハ郊外のクシヴォクラート城（ドイツ名プルグリッツ）に収監した。ルドルフはケリーの金を大量に作り出す能力については明らかに一度も疑ったことはなく、逮捕によって彼を協力するように説得できるよう望んでいた。ルドルフはまたケリーがイングランドに帰国することも恐れていたのである。
1594年頃、ケリーは金の生産と協力に同意し、釈放されて以前の地位を回復された。しかし彼は金の生産に再び失敗し、またも逮捕されて今回はモストのHněvín城に収監された。ケリーは1597年末か1598年初頭に死亡した。ある伝承によると彼は逃亡を試みている間に死んだとされている。この話では充分な長さのないロープで塔から降りようとして墜落して脚を折り、その傷がもとで死亡したと言われる。

## エノク語
ケリーの「天使」たちは特別な「天使語」またはエノク語なる言語で通信することがあった。ディーとケリーはこの言語を天使から与えられたものだと主張していた。現代の暗号解読者の中には、この言語はケリーが作ったものだと主張する者もいる。例としてはドナルド・レイコックの著作が挙げられる。ディーが詐欺の被害者だったのかそれとも共犯だったのかについては良く分からない。この先例及びヴォイニッチ手稿とジョン・ディーとのロジャー・ベーコンを通じた怪しい関係によって、ケリーはこの手稿をルドルフ2世を騙すために捏造したのではないかと疑われている。
天使語は、ケリーが水晶玉の中に見たと主張していた天使達によって口述されたと考えられている。天使達はクロスワードパズルのようだが升目は字で満たされた複雑な表の中に、文字を打ち出したと言われる。各々の天使語の最初の三分の一は逆向きに、続く三分の二は前方に向かって打ち出された。最初の部分と続く部分の間の語法に重要な誤りや食い違いはない。
英訳は打ち出されたわけではないが、ケリーによると天使の口から出てきた小さな帯状の紙に現われたという。
ケリーがこの言語を捏造したという説の理由は、天使語が英語のただの逐語訳であるという点である。このことは全ての場合にあてはまるわけではないが、その他に見るものが苛立たせられるような出典となる言語的証拠がある。例えばTelocvovimという天使語の単語は「堕ちた者」と注釈されているがこれは実のところドイツ語のような、二つの天使語の複合語である。これはteloch（死）とvovin（竜）の複合形であってすなわちTelocvovimは文字通りに訳すると「死の竜」を意味し、どちらも明らかにルシファーに関係している。しかしケリーもディーもこのことを発見または言及したことはなかったようである。
ケリーによる捏造説に対する主張の反論には、天使語の英訳がケリー自身の著作の英語とは大きく異なる文体で書かれているというものがある。この文章の非常な質の高さはケリーの著述家としての平凡な能力を超えている。このことから、ケリーが様々な原典から素材を剽窃した可能性が起こってくる。しかしながら似たような原典が浮上したことはない。
ディーは三つの理由から口述された天使語による資料を重視した。第一にディーは天使語が真の「異言」の文字化されたものだと考えていたからであり、またそれゆえディーはケリーが自分の想像でしゃべっているのではなく本当に天使と対話しているのだと信じていた。第二に天使達は天使語が実際にはヘブライ語の原型であって、神とアダムが対話した、つまり最初の言語であったと主張していた点である。第三に天使語の資料は、ディーが信じるところでは多くの秘密、特に賢者の石に関する鍵を握る強力な天使達を呼び出す一連の呪文の形をとっているということである。

## フィクションにおける言及
- ルンペルシュティルツヒェンの物語は、ある愚者が王から処刑されないために藁から金を作る試みを含んでいる。
- ウンベルト・エーコの小説『フーコーの振り子』では登場人物の一人は書いている小説の中でケリーのことをシェイクスピアの戯曲と詩を書いた本当の作者として描いている。
- ジョン・クロウリーの小説『エジプト』ではケリーがルネサンスの魔術師ディーと出会いヨーロッパを旅して巡る様が描かれている。
- 映画『ブレア・ウィッチ・プロジェクト』では魔女の名前がエドワード・ケリーと綴り違いのエリー・ケドワードとなっている。
- グスタフ・マイヤーリンクの小説『西窓の天使』ではディーとケリーを占星術的で神秘的な体験を描いている。
- エドワード・ケリーはユディト・クックのミステリ連作『エリザベス朝時代の医師にして謎の解決者 ‐ ドクター・サイモン・フォーマンの事件簿』の一つ『夜の学校』において目立つ人物になっている。ジョン・ディーについても言及されているが登場人物としては現われない。
- 『支配されたブリタニア』においてケリーは第一章で火刑に処され、泣きながらシェイクスピアを助けに呼ぼうとする。
- パトリシア・レードの小説『白雪と赤薔薇』においてケリーとディーは水晶の中に妖精を閉じ込める。また、ケリーは錬金術の実験をしているところを描かれている。

## 註
1. 1 2  稲生平太郎「水晶の中の幻影」『定本 何かが空を飛んでいる』 国書刊行会、2013年。